# Svear

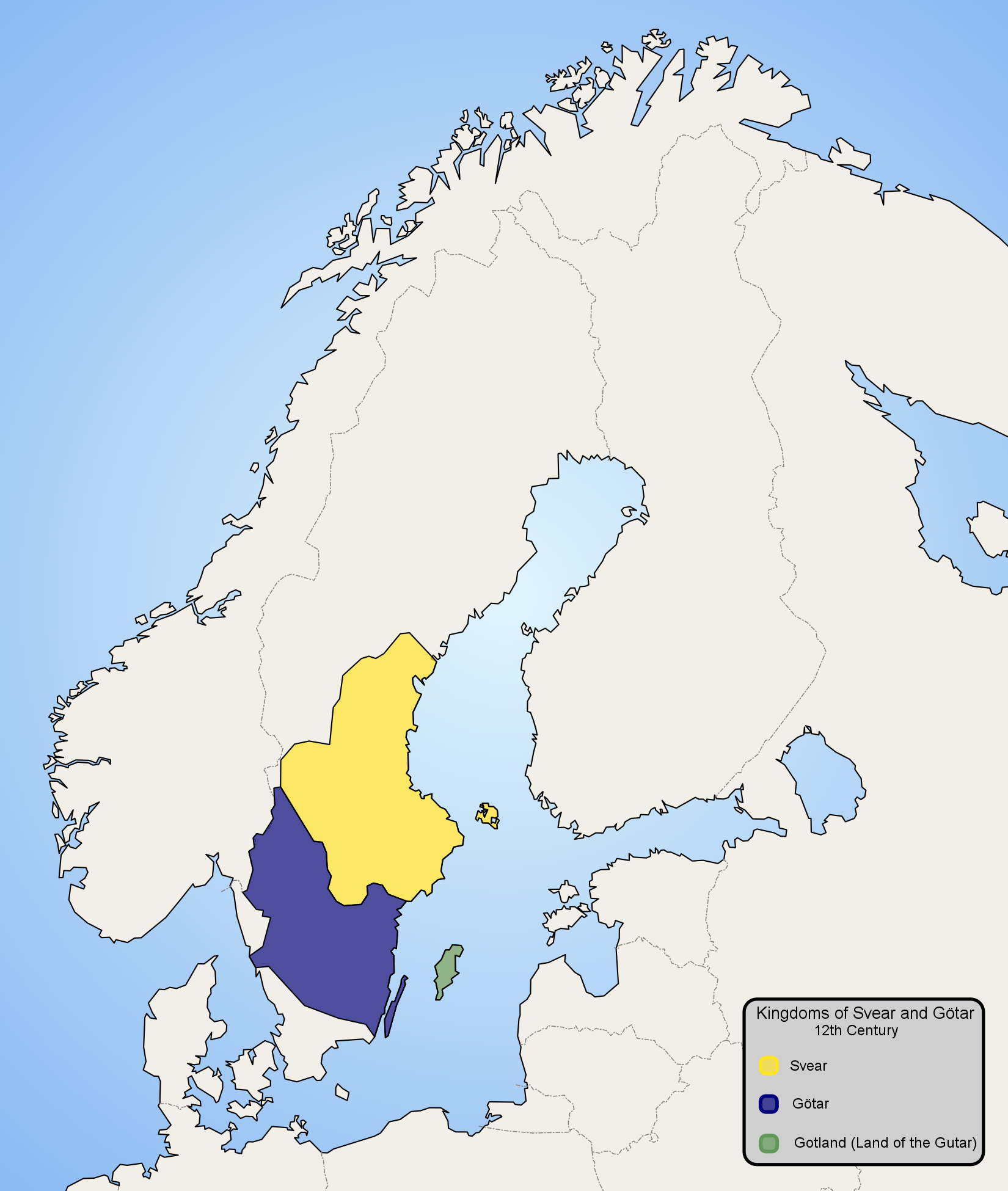
Zweden voor de vereniging met Götaland.
Svear
Gauten
Gotlanders

De Svear of Svearen waren een Germaans volk dat in de Oudheid en de middeleeuwen het Zweedse landsdeel Svealand bewoonde.
Tacitus noemt in 98 n.Chr. de Suinones, maar tussen de 1e en de 6e eeuw wordt er geen melding van deze stam gemaakt en het is een omstreden kwestie of dit daadwerkelijk de Svear zijn.
In de 6e eeuw vermeldt Jordanes de Suehans en Suetidi als stammen die in Scandinavië leven. Jordanes noemt het Suehans-volk, dat uitstekende paarden heeft en zwarte vossenhuiden verkoopt aan de Romeinen, en het Suetid-volk, waarvan wordt gezegd dat ze groot van gestalte zijn. Waarschijnlijk betekenen beide namen Sveans.
Het is echter onmogelijk om te zeggen of de door Jordanes beschreven Sveanen veel gemeen hadden met de Sveanen van Tacitus, behalve de naam. Het is bekend van continentaal Europa dat de betekenissen geassocieerd met de namen van Germaanse stammen door de eeuwen heen veel konden veranderen. Er was niet noodzakelijkerwijs een zeer precieze genetische, culturele of lokale continuïteit tussen groepen mensen die dezelfde naam op verschillende tijdstippen gebruikten.
De Svear worden voorts genoemd in de Angelsaksische sagen van Widsith en Beowulf en in het Frankische Annales Bertiniani.
In de 11e eeuw beschrijft Adam van Bremen dat de Sueones een heidens volk zijn dat uit diverse stammen bestaat. Hun belangrijkste heiligdom stond in Uppsala.
In de 12e eeuw werden de Svear gekerstend en gedurende de middeleeuwen groeide de invloed van de Svear.

Alemannen · Ambivarieten · Ambronen · Ampsivaren · Angelen · Angrivariërs · Asdingen · Baemi · Bajuwaren · Bastarnen · Bataven · Bourgondiërs · Bructeren · Cananefaten · Chamaven · Chasuarii · Chatten · Chattuarii · Chauken · Cherusken · Cimbren · Cugerni · Dulgubnii · Fosi · Franken · Frisii · Gepiden · Goten · Harii · Helisiërs · Hermunduren · Herulen · Juten · Lakringen · Lemoviërs · Longobarden · Lugiërs · Manimiërs · Marcomannen · Marobudui · Marsi · Mattiakken · Naharvalen · Nemeten · Nerviërs · Ostrogoten · Quaden · Rugiërs · Saksen · Semnonen · Silingen · Sitones · Skiren · Sueben · Sugambren · Suiones · Tencteren · Teutonen · Toxandriërs · Triboken · Tubanten · Tudri · Tungri · Ubiërs · Usipeten · Vandalen · Vangionen · Visigoten · Volcae · Warnen
Germani cisrhenani:
Caerosi · Condrusi · Eburonen · Paemani · Segni
Stamverenigingen:
Herminones · Ingvaeones · Istvaeones